# Jaime Araújo Moreira
Jaime Araújo Moreira (Porto, 23 de fevereiro de 1917 – Porto, 2 de abril de 2000) foi um médico cardiologista e professor na Universidade do Porto. 

## Biografia

### Família
Nasceu em 1917 no Porto.[carece de fontes?]
Casou-se com Lúcia Ângela Freire Resende Araújo Moreira (Porto, 9 de abril de 1934 — Porto, 16 de agosto de 2017) a 1 de agosto de 1957, o seu segundo casamento. Tiveram duas filhas: Olga Moreira (n. 1958, Porto) e Nelma Moreira (n. 1962, Paris). Jaime Moreira tinha já duas filhas do primeiro casamento: Teresa Moreira (n. 1950) e Cristina Moreira (n. 1953). Na década de 1960, Lúcia e Jaime viveram alguns anos em Paris onde inclusive trabalharam juntos.[carece de fontes?]
Lúcia Resende, professora universitária, era neta de António Resende, político republicano que Jaime Moreira conheceu e conviveu.[carece de fontes?]

### Formação e Carreira
Doutor em Ciências físico-químicas pela Faculdade de Ciências da Universidade do Porto e médico cardiologista.[carece de fontes?] Segundo o periódico Gazeta de Física, em Julho de 1963 concluiu o doutoramento na Universidade do Porto, com uma tese elaborada no Laboratoire de L’aimant Permanent.
Em 1949, como assistente do I.P.O. (Lisboa), realizou investigações de física aplicada às ciências médicas (estudos de hemodinâmica, bases físicas da electrocardiografia, etc).[carece de fontes?]
Na "École Normale Supérieure" (Paris) investigou o significado da vectocardiografia. Realizou também investigações de física nuclear no "Cenntre de Spectrométrie" de Orsay.[carece de fontes?]
Apresentou diversas comunicações a congressos, conferências e publicou algumas dezenas de trabalhos.[carece de fontes?]
Como professor auxiliar na Universidade do Porto, regue cadeiras de termodinâmica e de física médica; em 1974-75, com o título de agregado, rege a cadeira de Física Estatística.[carece de fontes?]
Em 1975 publicou o livro "Física Básica - para aplicações médicas e biológicas", para a Fundação Calouste Gulbenkian, tendo tido pelo menos três edições (2.ª edição em julho de 1975 e a 3.ª edição em 1980.[carece de fontes?]
Teve durante muitos anos o seu consultório no Porto, na Rua de Ceuta, 83-3.º E.[carece de fontes?]

## Publicações
Escreveu os livros: 
- Estudos de fenómenos biológicos por um método de calorimetria directa (Clin. Cont.), 1950;
- Dissociação interauricular completa (Clin. Cont.), 1951;
- Bases teóricas da hemodinámica e suas aplicações (A função do apêndice auricular - Clin. Cont.), 1954;
- A interpretação vectorial dos traçados electrocardiográficos e das posições eléctricas wilsonianas (Med. Cont.), 1954;
- The accuracy of the vectorial interpretation of electrocardiographic tracings (American Heart Journal), 1955;
- La signification physique de la vectocardiographie (conf.ª Fac. Med. Paris), 1961;
- Efeitos da estrutura nuclear na conversão interna, Porto, 1963;
- Matéria. Energia. Radiações., Livraria Asa, 1974.;
- Física Básica, para aplicações médicas e biológicas, Fundação Calouste Gulbenkian, 1975;